# Wolfgang Scheidel
Wolfgang Scheidel (ur. 1 marca 1943 w Erfurcie) – niemiecki saneczkarz reprezentujący NRD, mistrz olimpijski, medalista mistrzostw świata i Europy.

## Kariera
Pierwszy sukces w karierze osiągnął w 1965 roku, kiedy w parze z Michaelem Köhlerem zdobył złoty medal w dwójkach podczas mistrzostw świata w Davos. Następnie wywalczył brązowy medal w jedynkach na mistrzostwach świata w Königssee. Wynik ten powtórzył na rozgrywanych rok później mistrzostwach świata w tej samej miejscowości. Ponadto na igrzyskach olimpijskich w Sapporo w 1972 roku zdobył indywidualnie złoty medal, wyprzedzając dwóch rodaków: Haralda Ehriga i Wolframa Fiedlera. Brał także udział w igrzyskach olimpijskich w Grenoble cztery lata wcześniej, lecz nie ukończył rywalizacji w jedynkach.
Na mistrzostwach Europy wywalczył dwa medale srebrne w jedynkach: podczas ME w Hammarstrand (1970) oraz ME w Imst (1971).

## Osiągnięcia

### Igrzyska olimpijskie
| Rok  | Miejsce  | Jedynki |
| ---- | -------- | ------- |
| 1968 | Grenoble | DSQ     |
| 1972 | Sapporo  | 1.      |